# Petromyscus monticularis
Petromyscus monticularis is een zoogdier uit de familie van de Nesomyidae. De wetenschappelijke naam van de soort werd voor het eerst geldig gepubliceerd door Thomas & Hinton in 1925.

## Voorkomen
De soort komt voor in Zuid-Afrika en Namibië.